# Гвидо Фава
Гвидо Фаба или Фава (итал. Guido Fava, по лат. Guido Faba, Болонья, 1190—1243) — итальянский писатель, юрист. Обучался в Болонском университете, где в 1210 году получил степень магистра, затем степень нотариуса.
Он был одним из авторов, которые составляли рукописи, посвящённые риторическому праву, и чьи работы имели большой успех.
Гвидо является автором приблизительно 18 трактатов, в которых были представлены модели официальных писем, образцы публичных речей и пр.
Он писал не только на латыни, но и на разговорном живом языке, сохраняя стиль языка латинской риторики.
Тексты, написанные полностью на латыни:
Summa dictaminis
Summa de viciis et virtutibus
Тексты, частично написанные на вульгарной латыни:
Gemma Purpurea («Драгоценный камень пурпурного цвета»).
Представляет собой учебник официальных писем.
В нём даны рекомендации по составлению официальных писем.
Большая часть написана на латыни, но рядом с латинскими записями есть примеры, написанные на вульгарной латыни.
Parlamenti ed Epistole («Речи и письма»).
Теоретическая часть написана полностью на латыни.
Практическая часть состоит из 27 примеров документов, в каждом приводится 4 возможных варианта,
три из которых на латыни и отличные друг от друга размером, а один — на вульгарной латыни.